# Донино (платформа)
До́нино — остановочный пункт Казанского направления Московской железной дороги, имеет одну островную платформу. Назван по близлежащей деревне Донино. Не оборудована турникетами. Переход пассажиров осуществляется по настилам.
До 1990-х годов была станцией, имелись путевое развитие и станционный вокзал. Летом 2006 года на время ремонта основного пути был построен временный путь, от которого до сих пор сохранилась насыпь. К востоку от платформы расположен путепровод Егорьевского шоссе, построенный в 1970-е годы.